# Clockwork Times (CWT)
Clockwork Times (CWT) — московський праворадикальний ska-core гурт, яскравий представник свого особистого стилю, котрий зробив великий внесок у субкультуру навколофутболу в музичному сенсі.

## Історія

### Ранні роки (2002—2007)
У 2002 році 16 січня команда Clockwork Times грає свій перший концерт і зразу займає гідне місце у плей-листі своїх шанувальників. Перший альбом «Live in Tochka» був записаний 3 червня 2002 року. Принципова відмінність у текстах, розрахована на футбольних фанатів, дає колективові статус «Навколофутбольного SKA». Основна кількість слухачів — це люди з фанатського оточення, але головна особливість концертів полягала у том, що представники футбольних клубів не з'ясовували стосунки «чия команда крутіша», а створювали атмосферу дружнього дійства, відпочиваючи і слухаючи музику.
Щомісячні виступи надихають групу щодо запису студійного альбому, але через розбіжності у поглядах гурт покидає бас-гітарист і запис альбому призупиняється. З приходом нового басиста, а також з приєднанням у духовую секцію тромбоніста, CWT продовжили запис альбому, додавши кілька інших треків, ретельно вірепетируваних у новому складі.
Широку популярність гурт отримав після презентації альбому «Бойцовский клуб». Він став настільки вдалим, що через кілька днів колективові стали надходити запрошення на виступи не тільки у московських клубах, але і у інших містах Росії і найближчих країн СНГ. Візитівкою з альбому «Бойцовский клуб» стали такі треки, як «Fair Play», «Бойцовский клуб», «В конце тоннеля» і «Lonsdale».
Знайомство з групою «Позиція» з Санкт-Петербурга стає приводом до випуску спільного альбому «Split» у середині 2005 року. «Позиція» продовжує навколофутбольну тематику, у той час, як Clockwork Times створює більш мелодичні пісні, з нахилом у поп-рок, що надалі створило обговорення зі сторони шанувальників щодо цього альбому.

Різні думки фанатів CWT щодо альбому «Split» не давали спокою музикантам і група занурюється у творчість. До середини 2006 року Clockwork Times записують другий повноформатний альбом «Derby Day», у котрий увійшли нові пісні і перезаписані концертні хіти. Альбом продовжує навколофутбольную тематику, як і «Бойцовский клуб», отримує схвалення фанатів групи. Багато його композиції, як «Derby Day», «Нет справедливости — нет мира!», «Разве можно?» виконуються і донині під дикий слем фанатів. А знаковий кавер з цього ж альбому на пісню «Смотрю на них» групи «Тараканы!» дуже довгий час вважали композицією, яку створили CWT. 
|                      | Зараз молодь пише, мовляв, сплагіатили пісню, хоча, якби вони жили в той час, тримали в руках ті компакт диски, то розуміли б, що це переробка саме Тараканів і ніхто цього не приховував, як і не приховує донині. |
| — В'ячеслав Ширінкін | |

Також було вирішено випускати альбом в упаковці Digi Pack, що дозволяє групі підтримувати свій статус і показати старання заради своїх слухачів. Презентація пройшла багатьма містами Росії та країнами СНД.
Збираючи повні зали і влаштовуючи незабутні концерти, Clockwork Times репетирують нову програму і успішно записують в 2007 році новий альбом «Нас не купить», надавши йому нового звучання. Він виявився суперечливим, ніж попередні творіння групи. У ньому практично не було композицій на тему навколофутболу, а трек «Нас не купить» взагалі був сприйнятий в штики, так як слова були звернені до людей, що приходять на концерти, і розповідав про небажання групи бачити на своїх виступах несамовитих людей, які думають, що за оплачений вхід на концерті можна робити все, що душа забажає.
Одним з хітів цього альбому стала пісня R.P. McMerfy, присвячена головному герою Рендлу Патріку МакМерфі з твору «Пролітаючи над гніздом зозулі» американського письменника Кена Кізі.
Також, скандальну популярність отримала пісня"Мой милый emoboy", написана у роки піку популярності емо-культури, яка висміювала субкультуру.

### Розпад групи (2007—2010)
У 2007 році відбувся переломний момент для групи. Через небажання деяких неадекватних відвідувачів концертів прислухатися до звернень колективу про припинення заборонених російським законодавством жестів і вигуків, які створювали групі погану репутацію і проблеми з виступами в клубах, а також втому музикантів від проведення частих концертів (що, в свою чергу, вплинуло на зменшення кількості людей на концертах), Clockwork Times грають свій останній концерт 23 листопада 2007 року, оголошуючи про закінчення діяльності гурту
Одна частина учасників утворює поп-панк гурти No Tears на чолі з лідером CWT В'ячеславом Ширінкіним, а інші збирають колектив Most Wanted. Незважаючи на те, що No Tears писали цікаві композиції, ті деякі, хто приходили на концерти, просили зіграти що-небудь з Clockwork Times. Відігравши кілька виступів в Москві протягом декількох років і записавши пісні, які були чорновими в Clockwork Times, колективи припиняють свою діяльність у зв'язку з відсутністю великого інтересу з боку публіки.
Незважаючи на те, що група фактично не існувала, в 2009 році був виданий офіційний триб'ют Clockwork Times, для якого інші колективи переграли пісні CWT в своєму виконанні. Заголовної темою альбому стала пісня «1984», написана за мотивами книги-антиутопії «1984» британського письменника Джорджа Орвелла, але не увійшла до цього ні в один альбом групи.

### Нове життя (2010—2017)
Впродовж майже трирічної перерви шанувальники колективу неодноразово просили про концерти. У 2010 році лідер Clockwork Times В. Ширінкін обдумавши багато речей, зокрема й підхід до виступів гурту, вирішує знову зібрати її, і своїм концертом на честь 8-річчя гурт збирає повний зал відомого московського клубу «Точка». В цьому ж році CWT влаштовують серію концертів в Москві, а також їдуть в міні-тур в Воронеж, Бєлгород і Брянськ.
З цього моменту у групи з'являється власний фахівець по звуку Антон Тутихін (пізніше, разом з цим, стане барабанщиком групи), який піднімає планку колективу на новий рівень, а також директор з організації концертів. Виступи CWT перестають бути такими частими як раніше. Наголос робиться на якість виступів, затишок і комфорт для відвідувачів (Музиканти закликають не палити в залі, щоб не створювати дискомфорту іншим відвідувачам і самим музикантам на сцені), а також більш якісний підбір клубів.
У 2011 році 12 березня в Москві Clockwork Times бере участь у фестивалі, хедлайнерами якого виступила відома німецька панк-рок група Kategorie C, музика якої орієнтована на сцену футбольних хуліганів. В цьому ж році Clockwork Times беруть участь в декількох благодійних концертах з метою зібрати кошти на лікування дітей.
У 2012 році у гурті відбулась творча відпустка. А з 10 квітня 2013 року CWT представили шанувальникам спільний альбом з гуртом MiddleName «Спорт», відігравши концерт в відомому московському клубі Б2. Продовжуючи виступати в Москві і даючи виїзні концерти в Самарі, Калінінграді і Казані, CWT готується до зйомок документального фільму, який був знятий до кінця 2013 року «Творческой Мануфактурой За МКАДЪ». Фільм розповідає про минуле та сьогодення колективу від імені її беззмінного лідера В'ячеслава Ширінкіна. А в листопаді 2013 року CWT запрошені в відеопроект Правда.ру ФАНО_ТЕКА, де зіграли кілька пісень в акустичному варіанті.
10 років альбому «Бойцовский клуб» гурт відсвяткував у 2014 році, у підтримку якого Clockwork Times влаштовує подорож численними містами Росії від Москви до Челябінська. У цьому ж році гурт записує акустичний міні-альбом Forever, підкреслюючи свій різносторонній стиль.
У 2015 році Clockwork Times дають інтерв'ю одному з найбільших фанатських ресурсів у Росії — The Spirit of Old School, а так ж зустрічаються з кореспондентами журналу «Большой спорт». У цих інтерв'ю засновник CWT розказує про історію створення гурту, яку музику слухають самі музиканти, про виїзди і про те, коли ж варто чекати нового повноформатного альбому, про проблеми у московському футбольному клубі «Торпедо», уболівальником якого він є.
В середині року Clockwork Times грають два спільні концерти (один в Орлі, інший в Москві) з не менш відомою групою серед фанатів Яйцы Faберже з міста Орел. На концерті в Москві в клубі Ray Just Arena CWT записує якісний Live альбом з назвою «Concert in Ray Just Arena». Після закінчення виступу гурт вводить традицію робити загальну фотографію зі сцени разом зі своїми шанувальниками.
Восени 2015 року, через 9 років після виходу останнього повноцінного альбому «Нас не купить», Clockwork Times презентують слухачам своє нове творіння під назвою «Больше рока, меньше меди!». Як видно з назви, гурт вирішив не використовувати духові інструменти в деяких своїх композиціях, тим не менше не відмовлятись від них повністю. Альбом вийшов різноплановим і торкається не тільки навколофутбольної тематики, а й ставлення до конфлікту між Росією і Україною в пісні «Сколько ещё?», темі релігійного віросповідання та вибору в житті людини  у цілому в пісні «Твой выбор», романтичні відносини, виконані в пісні «Ты и я», а також кавер на відому композицію групи T.N.F «Скажи России»
Безперечними хітами цього альбому є треки, пов'язані з навколофутболом — «Самый лучший выезд» і «Ярче». Фанам настільки сильно сподобалася пісня «Ярче», що CWT знімають свій перший офіційний кліп на цю пісню.
В цьому ж році В'ячеслав Ширінкін знайомиться з актором і режисером Григорієм Іванцем, знявшись в гучному фільмі про фанатів «Навколо футболу» і зіграв у ньому Пашу (Бритву). Знайомство переросло в дружбу і взаємну повагу. Фронтмен Clockwork Times був запрошений Іванцем (що був режисером) для зйомок в короткометражному фільмі «Курорт. Провінційна історія Хе» на роль Сєви, одного з головних персонажів фільму. Так само у фільмі була використана пісня «Микрорайон» з альбому «Больше рока, меньше меди!» як саундтрек.

Кінець 2015 і початок 2016 років відкрили для гурту нові обрії співпраці. Офіційний магазин англійського бренду одягу в Росії MERC бере інтерв'ю у вокаліста Clockwork Times В'ячеслава Ширінкіна. Групі влаштовують у магазині фотосесію у одягу цього бренда.
|                      | Величезний плюс в тому, що всі музиканти беруть участь в організаційному житті групи. Крім цього ми дружимо за межами сцени, що я вважаю набагато більш значущим фактором. |
| — В'ячеслав Ширінкін | |

У квітні 2016 року одна з лідируючих промогруп у Росії Northern Sound організовує концерт на честь 10-річчя альбому «Derby Day» в ультрасучасному комплексі Stereo Hall.
2017 рік минув для групи не менше успішним, ніж попередні. На початку року CWT вперше відвідує з ювілейним концертом на честь 15 дня народження Санкт-Петербург. У ранні роки своєї творчості музиканти славилися своєю непримиренною позицією до вболівальників футбольного клубу «Зеніт». Але все змінюється. Цікавим фактом виявилося те, що засновник групи CWT Слава Ширінкін знявся в серіалі «Дах світу» в 2 сезоні на телеканалі СТС, де він зіграв одного з уболівальників «Зеніта».
Повернувшись у Москву і вісвяткувавши свій ювілей у клубі Yotaspace, ближче до весни, Clockwork Times організовують фестиваль Ska весна, у якому окрім московських колективів, виступають групи з інших міст Росії. Продовжуючи давати концерти, CWT зіштовхується з труднощами проведення своїх виступів у деяких містах через заборони, ніби, правоохоронних органів, але тим не менше хлопці не здаються і продовжують йти вперед, готуючи матеріал для нового альбому.
22 жовтня 2017 року Clockwork Times презентують свій 5 повноцінний альбом з тематичною назвою «Fan ID» у московському ГлавClub'і, влаштувавши костюмований виступ, зображуючи пацієнтів психіатричної  лікарні з фільму «Пролітаючи над гніздом зозулі» режисера Мілоша Формана, а також запросивши акторів для ролей заднього плану, щоб створити ще більший антураж.
Альбом вийшов практично автобіографічним: події, що відбувалися в 2017 році з учасниками групи, або сильно  повпливали на них, як негативні, так і позитивні, були виражені в піснях. Наприклад, однойменна композиція «Fan ID» розповідає слухачеві про введення паспорта вболівальника при відвідуванні чемпіонату світу в Росії в 2018 році і до чого це, можливо, призведе, а «Екстремісти з електрогітарами» висловлюють позицію гурту по відношенню вставки палиць в колеса з боку упереджених державних органів, які не хочуть працювати з конкретними людьми, що приходять на концерти і такими, що порушують законодавство РФ не дивлячись на прохання колективу не робити цього, а забороняють проведення самого концерту..
На альбомі є дві композиції з запрошеними музикантами. Пісня «Я бегу» виконана разом з хіп-хоп виконавцем МС 1.8, що розповідає про подію «Чайные бега» у підтримку благодійного фонду «Живи, малюк»; лірична композиція з назвою «20 жовтня 1982», виконана спільно з репером Ганза, в якій сказано про трагічні події на стадіоні «Лужники» 20 жовтня 1982 року.

### Наші дні (2018)
На початку року група оголошує про краудфандінг-проект зі збору коштів на зйомку кліпу «Екстремісти з електрогітарами» і їде в тур містами Росії, а також вперше відвідавши місто Сиктивкар з концертом. У травні CWT беруть участь в проекті Наше 2.0 від Наше радіо, в якому за підтримки своїх шанувальників виграє відбірковий раунд і фінал, що дозволяє групі отримати право виступити на Нашествии 2018. Завершивши тур цікавим шоу-концертом в Москві з запрошеними музикантами, Clockwork Times в червні презентують свої новинки: відзнятий кліп на пісню «Екстремісти з електрогітарами», режисером якого виступив Григорій Іванець, і новий сингл «Цирк 2018», приурочений до старту Чемпіонату світу з футболу 2018 року в Росії.

## Дискографія
| - 2004 — Бойцовский клуб - 2006 — Derby Day - 2007 — Нас не купить - 2015 — Больше рока, меньше меди! - 2017 — Fan Id - 2014 — Forever - 2002 — Live in Tochka - 2015 — Concert in Ray Just Arena - 2005 — Спліт з «Позиция» (СПб) - 2013 — Спліт с MiddleName «Спорт» - 2008 — На нашем веку - 2009—1984 - 2009 — Наши годы - 2002 — Anti-Rock Collection: Punk & Underground - 2003 — Гимны Футбольных хулиганов — 6 - 2003 — Типа Панки и Все Такое vol.6 - 2004 — Пиво, Девки и Панк Рок vol.3 - 2004 — Ska Punk Kids - 2004 — AntiPRодукт - 2005 — Ska Punk Kids — 2 - 2006 — Derby Day Compilation vol.1 - 2009 — Evil barber compilation vol.2 | - 2009 — Tribute to Clockwork Times - 2017 — Знаешь ли ты? (MakSim) - 2017 — Гуляй мужик (Сектор Газа) - 2017 — 3-е сентября (Шуфутинський) - Nordic Sound Band — Against Modern Sport - Буфет Мон Фрэр — Террасы помнят своих героев - Metthew Perry — Наша Жизнь - MiddleName — Переставая быть собой - YOU MUST MURDER — Трезв, горд и опасен - Toni.v 74 — Пока не догорел последний дым - Stereotok — Hit me as hard as you can - Амстер МСК — Прослушка - ALEX MANIAC — Межсезонье - ILWT — Самый лучший выезд - THE IRON BEES — Моряцкая - VlasVegas — Прожигаем - VlasVegas — Жизнь - VlasVegas — Гордость - Harry On The Bottle — Derby Day |

## Відеографія

##### Відеокліпи
- 2015 — Ярче

##### Документальні фільми
- 2013 — Документальний фільм про гурт Clockwork Times

## Склад гурту
- В'ячеслав Ширінкін — вокал, гітара;
- Андрій Патріков — гітара;
- Олексій Беспалов — бас;
- Антон Тутихін — барабани;
- Павло Потаєнко — труба;
- Євген Яковлев — тромбон.

## Преса
- 2004, травень — Журнал «Хулиган»
- 2004, січень — Журнал «Подземка» — № 2
- 2005, червень — Журнал «Русский Образ» — № 2
- 2005, червень-липень — Журнал «Молоток» — № 24 (273)
- 2005 — Пісня «Твои глаза» звучала на «Нашем Радио»
- 2006, лютий — Англійський журнал «The Guardian»
- 2013 — Пісня «Fair Play» з альбому «Бойцовский клуб» звучить у англійському документальному фільмі «The Real Football Factories International. Episode 8 of 8 Russia».[11]
- 2015 — Журнал «Большой спорт» № 7—8 (94)[12]
- 2017, липень — Інтерв'ю на українському сайті Troublemakers[13]

## Радіо
- Ефір на радіо «Эхо Москвы», передача «Неотложка» (13.03.2003)
- Ефір на радіо Shockwave (05.12.2005)
- Ефір на радіо вПРАВляй мозги! (10.08.2007)
- Ефір на радіо Oxygen (22.06.2010)
- Ефір на радіо Рок-прорив (21.11.2013)

## Благодійність, активізм
- У 2011 році гурт бере участь у благодійному  концерті по збору коштів для маленької дівчинки Лізи Кунігель.[14][15]
- У 2014 році CWT бере участь у заході по збору коштів в допомогу Тетяні Волковій (Захаровій).[16][17]
- З 2017 року Clockwork Times бере участь у ініціативах фонду «Живи малюк».[18]